# 総務審議官
総務審議官（そうむしんぎかん、英語: Vice-Minister for Policy Coordination）は、国家公務員の役職の一つである。
総務事務次官に次ぐ総務省における官僚のナンバー2のポストであり、いわゆる次官級審議官職の一つとして総務省設置法に定められている「特別な職」である。中央省庁再編による総務省の発足に伴い、2001年1月6日に新設された。現在の定数は3人。

## 職務
総務審議官は、命を受けて、総務省の所掌事務に係る重要な政策に関する事務を総括整理する。（総務省設置法第7条第2項）
設置法上は上記のように表現されているが、定員3人のうち2人は、総務事務次官を補佐するため、総務省の前身の旧自治省、旧郵政省、旧総務庁（行政管理庁）のうち、総務事務次官の出身官庁以外の官庁出身者が就任する。残り1人は旧郵政審議官の職務（情報通信関係の国際交渉等）を担当するため、旧郵政省出身者が就任する。

## 歴代総務審議官

### 総務審議官（2024年 - ）
| 氏名     | 出身省庁 | 前職                             | 就任年月日              | 退任年月日              | 退任後の役職等 |
| -------- | -------- | -------------------------------- | ----------------------- | ----------------------- | -------------- |
| 横田信孝 | 総理府   | 行政改革推進本部事務局長         | 2024年（令和6年）7月5日 | 2025年（令和7年）7月1日 | 辞職           |
| 原邦彰   | 自治省   | 消防庁長官                       | 2024年（令和6年）7月5日 | 2025年（令和7年）7月1日 | 総務事務次官   |
| 今川拓郎 | 郵政省   | 総合通信基盤局長                 | 2024年（令和6年）7月5日 | 現職                    |                |
| 阪本克彦 | 総理府   | 内閣官房内閣人事局人事政策統括官 | 2025年（令和7年）7月1日 | 現職                    |                |
| 竹村晃一 | 郵政省   | 国際戦略局長                     | 2025年（令和7年）7月1日 | 現職                    |                |

### 総務審議官（2001年 - 2024年）

#### 行政制度担当
| 氏名       | 出身省庁   | 前職                                             | 在任期間                                              | 後職 |
| ---------- | ---------- | ------------------------------------------------ | ----------------------------------------------------- | --- |
| 中川良一   | 総理府     | 総務庁人事局長                                   | 2001年（平成13年）1月6日 - 2002年（平成14年）8月2日   | 独立行政法人統計センター理事長 |
| 西村正紀   | 行政管理庁 | 内閣官房内閣審議官 （内閣官房副長官補付）        | 2002年（平成14年）8月2日 - 2003年（平成15年）1月17日  | 総務事務次官 会計検査院長、城西大学監事 |
| 久山慎一   | 総理府     | 人事・恩給局長                                   | 2004年（平成16年）1月6日 - 2005年（平成17年）1月11日  | 在ウルグアイ特命全権大使 |
| 畠中誠二郎 | 行政管理庁 | 行政管理局長                                     | 2005年（平成17年）1月11日 - 2005年（平成17年）8月15日 | 一般社団法人行政情報システム研究所理事長、中央大学総合政策学部教授 一般財団法人行政書士試験研究センター評議員、財団法人休暇村協会評議員 |
| 堀江正弘   | 行政管理庁 | 情報通信政策局長                                 | 2005年（平成17年）8月15日 - 2006年（平成18年）7月21日 | 政策研究大学院大学特別教授、政策研究大学院大学副学長、政策研究大学院大学グローバルリーダー育成センター所長 北京大学招聘特約研究員（客員教授）、復旦大学日本研究センター顧問教授、北京外国語大学客員教授、南開大学客員教授、国際行政学会諮問委員会委員長 |
| 戸谷好秀   | 総理府     | 人事・恩給局長                                   | 2007年（平成19年）7月6日 - 2009年（平成21年）7月14日  | 独立行政法人統計センター理事長 |
| 福井良次   | 行政管理庁 | 内閣官房内閣審議官 （内閣官房副長官補付）        | 2009年（平成21年）7月14日 - 2011年（平成23年）8月26日 | 総務省顧問 一般社団法人行政情報システム研究所理事長、アクティオ株式会社顧問 |
| 村木裕隆   | 総理府     | 人事・恩給局長                                   | 2011年（平成23年）8月26日 - 2012年（平成24年）9月11日 | 総務省顧問 東芝総合人材開発株式会社顧問 |
| 田中順一   | 行政管理庁 | 人事・恩給局長                                   | 2012年（平成24年）9月11日 - 2014年（平成26年）7月22日 | 総務省顧問 一般社団法人行政情報システム研究所理事長 |
| 戸塚誠     | 行政管理庁 | 大臣官房長                                       | 2014年（平成26年）7月22日 - 2015年（平成27年）7月31日 | 総務省行政不服審査会会長代理 |
| 笹島誉行   | 総理府     | 人事・恩給局長 内閣官房内閣人事局 人事政策統括官 | 2015年（平成27年）7月31日 - 2017年（平成29年）7月11日 | 一般財団法人日本統計協会専務理事、独立行政法人統計センター理事長 |
| 若生俊彦   | 行政管理庁 | 内閣官房内閣人事局 人事政策統括官                | 2017年（平成29年）7月11日 - 2019年（令和元年）7月5日  | 富士通株式会社シニアアドバイザー |
| 長屋聡     | 行政管理庁 | 内閣官房内閣人事局 人事政策統括官                | 2019年（令和元年）7月5日 - 2021年（令和3年）7月1日    | 辞職、総務省顧問 |
| 山下哲夫   | 総理府     | 内閣官房内閣人事局 人事政策統括官                | 2021年（令和3年）7月1日 - 2022年（令和4年）6月28日    | 総務事務次官 |
| 堀江宏之   | 総務庁     | 行政改革推進本部事務局長                         | 2023年（令和5年）7月7日 - 2024年（令和6年）7月5日     | 辞職、総務省顧問 |

#### 自治行政担当
| 氏名       | 出身省庁 | 前職                                     | 在任期間                                              | 後職                                                                                            |
| ---------- | -------- | ---------------------------------------- | ----------------------------------------------------- | ----------------------------------------------------------------------------------------------- |
| 香山充弘   | 自治省   | 自治財政局長                             | 2002年（平成14年）1月8日 - 2004年（平成16年）1月6日   | 総務事務次官 自治医科大学理事長、財団法人自治体国際化協会理事長、一般財団法人地方債協会会長     |
| 瀧野欣彌   | 自治省   | 自治財政局長                             | 2006年（平成18年）7月21日 - 2007年（平成19年）7月6日  | 総務事務次官 内閣官房副長官（事務）、地方公共団体金融機構理事長                                 |
| 岡本保     | 自治省   | 消防庁長官                               | 2009年（平成21年）7月14日 - 2010年（平成22年）1月15日 | 総務事務次官 自治体国際化協会理事長                                                             |
| 大石利雄   | 自治省   | 大臣官房総括審議官（広報、政策企画担当） | 2012年（平成24年）9月11日 - 2013年（平成25年）6月28日 | 総務事務次官 地方財務協会理事長、学校法人自治医科大学理事長、公益財団法人地域社会振興財団理事長 |
| 佐藤文俊   | 自治省   | 自治財政局長                             | 2015年（平成27年）7月31日 - 2016年（平成28年）6月17日 | 総務事務次官                                                                                    |
| 黒田武一郎 | 自治省   | 消防庁長官                               | 2019年（令和元年）7月5日 - 2019年（令和元年）12月20日 | 総務事務次官                                                                                    |
| 内藤尚志   | 自治省   | 消防庁長官                               | 2022年（令和4年）6月28日 - 2023年（令和5年）7月7日    | 総務事務次官                                                                                    |

#### 郵政・通信担当
| 氏名       | 出身省庁 | 前職                   | 在任期間                                              | 後職 |
| ---------- | -------- | ---------------------- | ----------------------------------------------------- | --- |
| 天野定功   | 郵政省   | 郵政省電気通信局長     | 2001年（平成13年）1月6日 - 2002年（平成14年）1月8日   | 簡易保険福祉事業団理事長、財団法人ポスタルサービスセンター理事長、 財団法人国際通信経済研究所理事長 KDDI代表取締役副会長、株式会社大和総研顧問、 公益財団法人通信文化協会理事長 |
| 松井浩     | 郵政省   | 郵政事業庁長官         | 2003年（平成15年）1月17日 - 2005年（平成17年）5月17日 | 総務審議官（国際担当） 財団法人日本ITU協会理事長、財団法人郵便貯金振興会理事長                                                                                                  |
| 高原耕三   | 郵政省   | 総務審議官（国際担当） | 2005年（平成17年）5月17日 - 2005年（平成17年）8月15日 | 財団法人国際通信経済研究所理事長 |
| 平井正夫   | 郵政省   | 大臣官房長             | 2005年（平成17年）8月15日 - 2006年（平成18年）7月21日 | 財団法人日本データ通信協会理事長、郵便貯金・簡易生命保険管理機構理事長 |
| 有冨寛一郎 | 郵政省   | 総務審議官（国際担当） | 2006年（平成18年）7月21日 - 2007年（平成19年）7月6日  | 財団法人マルチメディア振興センター理事長 KDDI代表取締役副会長、一般財団法人全国地域情報化推進協会理事長                                                                         |
| 鈴木康雄   | 郵政省   | 情報通信政策局長       | 2007年（平成19年）7月6日 - 2009年（平成21年）7月14日  | 総務事務次官 一般財団法人日本ITU協会理事長、日本郵政取締役兼代表執行役上級副社長、日本郵便取締役                                                                                |
| 小笠原倫明 | 郵政省   | 情報通信国際戦略局長   | 2010年（平成22年）1月15日 - 2012年（平成24年）9月11日 | 総務事務次官 一般財団法人日本ITU協会理事長、株式会社大和証券グループ本社取締役、 株式会社スカパーJSATホールディングス取締役                                                     |
| 桜井俊     | 郵政省   | 情報通信国際戦略局長   | 2013年（平成25年）6月28日 - 2015年（平成27年）7月31日 | 総務事務次官 電通代表取締役副社長、一般財団法人マルチメディア振興センター理事長、一般財団法人全国地域情報化推進協会理事長、地域IoT官民ネット共同代表、三井住友信託銀行顧問      |
| 福岡徹     | 郵政省   | 総合通信基盤局長       | 2016年（平成28年）6月17日 - 2017年（平成29年）7月11日 | 一般財団法人日本ITU協会理事長、スカパーJSAT代表取締役副社長、スカパーJSATホールディングス代表取締役                                                                             |
| 鈴木茂樹   | 郵政省   | 総務審議官（国際担当） | 2017年（平成29年）7月11日 - 2019年（令和元年）7月5日  | 総務事務次官、情報漏洩で即日辞職 横須賀テレコムリサーチパーク代表取締役社長、一般社団法人CRM協議会副会長、新潟総合学院学長アドバイザー                                          |
| 谷脇康彦   | 郵政省   | 総合通信基盤局長       | 2019年（令和元年）12月20日 - 2021年（令和3年）3月8日  | 総務省大臣官房付、NTT及び東北新社役職員による総務省幹部接待問題で辞職 融合研究所顧問、インターネットイニシアティブ取締役副社長、のち同社代表取締役社長                          |
| 竹内芳明   | 郵政省   | 総合通信基盤局長       | 2021年（令和3年）7月1日 - 2024年（令和6年）7月5日     | 総務事務次官 |

#### 国際担当
| 氏名       | 出身省庁 | 前職 | 在任期間                                              | 後職 |
| ---------- | -------- | --- | ----------------------------------------------------- | --- |
| 濱田弘二   | 郵政省   | 郵政審議官                                                                                                 | 2001年（平成13年）1月6日 - 2001年（平成13年）7月6日   | 国際通信経済研究所理事長、大和総研株式会社顧問、宇宙通信株式会社副社長 |
| 金澤薫     | 郵政省   | 総合通信基盤局長                                                                                           | 2001年（平成13年）7月6日 - 2002年（平成14年）1月8日   | 総務事務次官 NTT代表取締役副社長、財団法人日本ITU協会理事長、 財団法人国際通信経済研究所理事長、財団法人日本データ通信協会理事長、財団法人郵便貯金振興会理事長、 財団法人海外通信･放送コンサルティング協力理事長 |
| 月尾嘉男   | 文部省   | 東京大学大学院新領域創成科学研究科教授                                                                     | 2002年（平成14年）1月8日 - 2003年（平成15年）1月17日  | 総務省特別顧問 東京大学名誉教授 |
| 鍋倉眞一   | 郵政省   | 総合通信基盤局長                                                                                           | 2003年（平成15年）1月17日 - 2004年（平成16年）1月6日  | 内閣官房郵政民営化準備室副室長、在ハンガリー特命全権大使、 郵便事業代表取締役社長、日本郵便代表取締役社長、日本ハンガリー友好協会理事長                                                                          |
| 高原耕三   | 郵政省   | 情報通信政策局長                                                                                           | 2004年（平成16年）1月6日 - 2005年（平成17年）5月17日  | 総務審議官（郵政・通信担当）、財団法人国際通信経済研究所理事長 |
| 松井浩     | 郵政省   | 総務審議官 （郵政・通信担当）                                                                              | 2005年（平成17年）5月17日 - 2005年（平成17年）8月15日 | 財団法人日本ITU協会理事長、財団法人郵便貯金振興会理事長、NTTドコモ代表取締役副社長 |
| 有冨寛一郎 | 郵政省   | 総合通信基盤局長                                                                                           | 2005年（平成17年）8月15日 - 2006年（平成18年）7月21日 | 総務審議官（郵政・通信担当） |
| 清水英雄   | 郵政省   | 政策統括官 （情報通信担当）                                                                                | 2006年（平成18年）7月21日 - 2007年（平成19年）7月6日  | ゆうちょ財団理事長 内閣官房郵政民営化推進室長、全国地域情報化推進協会理事長 |
| 森清       | 郵政省   | 総合通信基盤局長                                                                                           | 2007年（平成19年）7月6日 - 2008年（平成20年）7月4日   | 財団法人日本データ通信協会理事長、一般財団法人日本ITU協会理事長 |
| 寺﨑明     | 郵政省   | 総合通信基盤局長                                                                                           | 2008年（平成20年）7月4日 - 2010年（平成22年）7月27日  | 総務省顧問 東京工業大学客員教授、NTTドコモ代表取締役副社長、アシュリオンジャパン・ホールディングス合同会社会長、情報通信振興会理事長                                                                             |
| 山川鉄郎   | 郵政省   | 情報流通行政局長                                                                                           | 2010年（平成22年）7月27日 - 2012年（平成24年）9月11日 | 総務省顧問 在チェコ特命全権大使、フジテレビジョン常勤顧問 |
| 田中栄一   | 郵政省   | 情報流通行政局長                                                                                           | 2012年（平成24年）9月11日 - 2013年（平成25年）6月28日 | 総務省顧問、NTTコミュニケーションズ常務取締役・CSR担当、株式会社損害保険ジャパン顧問 |
| 吉崎正弘   | 郵政省   | 情報流通行政局長                                                                                           | 2013年（平成25年）6月28日 - 2014年（平成26年）7月22日 | 総務省顧問、一般社団法人日本ケーブルテレビ連盟理事長・名誉顧問 |
| 阪本泰男   | 郵政省   | 情報通信国際戦略局長                                                                                       | 2014年（平成26年）7月22日 - 2016年（平成28年）6月17日 | 総務省顧問、株式会社野村総合研究所顧問、NTTドコモ常務執行役員、損害保険ジャパン株式会社顧問 |
| 鈴木茂樹   | 郵政省   | 内閣官房内閣審議官（内閣官房副長官補付） 内閣官房郵政民営化推進室郵政民営化統括官 郵政民営化委員会事務局員 | 2016年（平成28年）6月17日 - 2017年（平成29年）7月11日 | 総務審議官（郵政・通信担当） |
| 富永昌彦   | 郵政省   | 総合通信基盤局長                                                                                           | 2017年（平成29年）7月11日 - 2018年（平成30年）7月20日 | 辞職、総務省顧問、野村総合研究所顧問、アシュリオンジャパン・ホールディングス合同会社 職務執行者兼会長 |
| 渡辺克也   | 郵政省   | 総合通信基盤局長                                                                                           | 2018年（平成30年）7月20日 - 2019年（令和元年）7月5日  | 辞職、総務省顧問、株式会社インターネット総合研究所顧問、日本ケーブルテレビ連盟理事長 |
| 山田真貴子 | 郵政省   | 情報流通行政局長                                                                                           | 2019年（令和元年）7月5日 - 2020年（令和2年）7月20日   | 辞職、総務省顧問、内閣広報官、全国地域情報化推進協会理事長 |
| 吉田眞人   | 郵政省   | 情報流通行政局長                                                                                           | 2020年（令和2年）7月20日 - 2021年（令和3年）7月1日    | 辞職、総務省顧問 |
| 佐々木祐二 | 郵政省   | 情報流通行政局郵政行政部長                                                                                 | 2021年（令和3年）7月1日- 2022年（令和4年）6月28日     | 辞職 |
| 吉田博史   | 郵政省   | 情報流通行政局長                                                                                           | 2022年（令和4年）6月28日 - 2024年（令和6年）7月5日    | 辞職、総務省顧問 |

## 呼称表記の注意点
一般には「総務省総務審議官」のように省名を冠する表記もなされるが、辞令上の正式な官職表記は総務事務次官と同様に省名を冠さない「総務審議官」となる。これは、大臣からの辞令（つまり省内の辞令）であるために省名を略しているというだけでなく、国会あるいは内閣・他省庁からの辞令等でも単に「総務審議官」と表記されることからも正式呼称であることが確認される（同省の各局長も省内辞令では省名を冠していないが国会等外部からは総務省○○局長と表記されており明確な差異がある。）。

## 旧制度下の大臣官房総務審議官
中央省庁再編前に、一部の府省庁では大臣官房長と大臣官房審議官（通例複数名）との間に大臣官房総務審議官（定数1人）を置き事実上の大臣官房次長的な待遇とする例があった。しかし、総務省の発足によりその省名審議官としての総務審議官が設置されるのを受け、呼称の混同を避けるため既存の大臣官房総務審議官はすべて大臣官房「総括」審議官と改称された。